# Жак де Лопиталь
Жак де Лопиталь (фр. Jacques de L'Hospital; ум. после 1614), маркиз де Шуази — французский аристократ, участник религиозных войн.

## Биография
Сын Жана III де Лопиталя (ум. 1578), графа де Шуази, рыцаря ордена короля, штатного дворянина его Палаты, воспитателя герцога Алансонского и сюринтенданта его дома, и Элеаноры Стюарт, внебрачной дочери герцога Олбани.
Граф, затем маркиз де Шуази, капитан пятидесяти копий, корнет роты его величества, первый конюший герцога Анжуйского, камергер и штатный дворянин Палаты короля, почетный рыцарь королевы Маргариты Наваррской, губернатор и сенешаль Оверни.
Воспитывался вместе с детьми короля Генриха II и впоследствии участвовал «во всех делах и стычках» периода религиозных войн. Хранил верность Генриху III; объединив местную знать, во время войны с Католической лигой удержал под властью короны Орлеанне, Монтаржи и Этамп. В рассуждение заслуг Шуази король поручил ему руководство бюро финансов, созданным в Монтаржи, но никакой пользы эта затея не принесла.
После смерти последнего Валуа Лопиталь отклонил щедрые предложения Лиги и со своими войсками перешел на сторону Генриха IV, которому доказал свою преданность и храбрость в битве при Арке, где спас ему жизнь, и при Иври, где под ним была убита лошадь, а сам он получил ранение. При новом короле также поучаствовал «во всех военных оказиях» в награду Генрих возвел графство Шуази в ранг маркизата, а 2 января 1599 пожаловал Жака в рыцари орденов короля.
В 1614 году маркиз был депутатом от знати на Генеральных штатах.
По словам Пуллена де Сен-Фуа, «Никто лучше него не смотрелся в деле, и он с большой ловкостью и мужеством выпутался из нескольких весьма затруднительных случаев. Кроме того, он вызывал общую симпатию своей веселостью, вольностью, искренностью, готовностью оказать услугу, когда это было возможно».
Однажды ночью, возвращаясь в одиночку после дружеского застолья, он получил два удара шпагой в спину; по счастью, проходивший по той же улице Нантёй, перед которым два лакея несли факелы, заметил раненого и приказал доставить в свой дом. В организации покушения подозревали герцогиню де Монпансье, ненавидевшую графа де Шуази за его прямоту, и пришедшую в ярость из-за того, что он приказал повесить одного монаха-якобинца, мывшего руки в золотой купели, наполненной кровью.

## Семья
1-я жена (19.05.1578): Мадлен де Коссе, дочь Артюса де Коссе, графа де Снкондиньи, сеньора де Гоннора, маршала Франции, и Франсуазы Буше
Дети:
- Шарль, маркиз де Шуази. Жена (1606): Рене де Бово, дочь Жака де Бово, барона дю Риво, и Франсуазы Лепикар
- Анри, ум. юным
- Артюс, монах-капуцин
- Ашиль, барон де Корду. Жена Катрин де Брюгге, дама де Ла-Грютюз
- Франсуа, мальтийский рыцарь
- Луиза. Муж: Жан де Лакруа, граф де Кастр и де Гурдьег
- Мадлен, монахиня в Бонсекуре
- Жаклин
- Мадлен, сестра-близнец предыдущей, монахиня в Монтивилье
- Франсьенна, графиня де Секондиньи. Муж: Жак Леруа, сеньор де Лагранж-Кенси
- Женевьева, приоресса в Корби

2-я жена: Франсуаза Лепикар, старшая дочь Жоашена Лепикара, сеньора де Буаль, близ Шартра, и Франсуазы де Френ, вдова Жака де Бово, барона дю Риво